# Backtjärnen (Sidensjö socken, Ångermanland, 702986-161811)
Backtjärnen är en sjö i Örnsköldsviks kommun i Ångermanland och ingår i Moälvens huvudavrinningsområde.